# Imamat d'Oman
|  | Per a altres significats, vegeu «Imamat ibadita d'Oman». |

L'imamat d'Oman (àrab: إمامة عُمان, imāmat ʿUmān) fou un estat que va existir al modern Oman (llavors sultanat de Masqat), que va adoptar als anys cinquanta el nom d'estat d'Oman. L'imamat comprenia les zones interiors de l'actual Oman, mentre les zones costaneres i Dhofar obeïen al sultà de Masqat.

## 1911-1920
El 1911 Sàlim ibn Ràixid al-Kharussí va iniciar una revolta amb el suport de les tribus ibadites de l'interior del modern Oman, en contra del sultà de Masqat i va proclamar l'imamat d'Oman el 24 de maig de 1913. La proclamació de l'imamat va portar a la guerra, que va durar del 1913 al 1920. Amb la mediació britànica el 1920 es va signar el Tractat de Sib, que pretenia establir un estat autònom a l'interior, però que no va solucionar el problema, ja que no reconeixia una autoritat suprema sinó que establia una autoritat compartida entre el sultà i l'imam, cadascun amb un territori, sent reconegut l'imam a l'interior com a autoritat única, sent la capital Nizwa. Sàlim va morir el 23 de juliol de 1920 i fou designat imam Abu-Abd-Al·lah Muhàmmad ibn Abd-Al·lah al-Khalilí al-Kharussí.

## L'imamat de 1920 a 1955
En endavant l'imam va deixar de pagar impostos a Masqat i no va acceptar als seus funcionaris. Els seus propis passaports, emesos a Aràbia Saudita, estaven en circulació. L'imam fins i tot va arribar a demanar el seu ingrés a la Lliga Àrab. A la mort de l'imam el maig de 1954, el sultà Saïd ibn Taymur va intentar estendre la seva autoritat a l'interior i el nou imam, Ghàlib ibn Alí al-Hinaí, designat el 3 de maig, li va fer front amb les armes. El sultà, ajudat pels britànics, va sortir vencedor; el tractat de Sib fou declarat anul·lat i l'imamat suprimit (17 de desembre de 1955); l'imam va marxar a l'exili a l'Aràbia Saudita.

## Guerra de 1957
L'imam Ghàlib ibn Alí i el seu germà Tàlib ibn Alí, van retornar des de l'Aràbia Saudita i van aixecar les tribus de l'interior d'Oman fidels a l'imamat el juliol de 1957. La major part dels xeics els van donar suport. L'imam tenia el suport dels països àrabs conservadors i el sultà va demanar la intervenció militar dels britànics, la qual era diplomàticament complicada. Però la Gran Bretanya va enviar finalment soldats i avions. Nizwa es va rendir l'11 d'agost després de forts bombardejos de l'aviació britànica. La columna motoritzada manada per Robertson va entrar a la ciutat sense oposició i les forces de l'imamat es van retirar cap a les muntanyes. La fortalesa de Birq fou una de les que més van resistir als britànics i als soldats del sultà. Les forces de terra del sultà van anar conquerint totes les fortaleses de l'imam durant el mes d'agost mentre els britànics iniciaven la retirada el 16 d'agost. El 19 d'agost va arribar a Masqat el resident britànic per al Golf Pèrsic, Sir Bernard Burrows, per supervisar la darrera fase de l'evacuació. Per prevenir un rebrot de la guerra va restar al territori un unitat britànica amb cinc tancs i les seves dotacions.
El 12 d'agost el Comitè Polític de la Lliga Àrab va presentar el cas al Consell de Seguretat de l'ONU que en sessió d'urgència va condemnar l'acció britànica com una flagrant agressió contra la integritat territorial, independència i sobirania de l'estat d'Oman, però la inclusió a l'agenda no va obtenir el nombre de vots necessari.
El març de 1958 els fidels de l'imam van atacar Nizwa. Les tropes del sultà, manades per oficials britànics, foren atacades amb metralladores que per primera vegada eren utilitzades pels rebels, rebudes segons se sospitava del Iemen. Grups aïllats van mantenir la lluita alguns anys. L'imam va morir el 2009.

## Escut i bandera
La bandera de l'imam era blanca. Les variacions antigues no són gaire conegudes. La bandera presentada com a bandera de l'imamat a emissions de segells aparegudes el 1971 o posteriorment, incloïen en la bandera, la xahada i una espasa vermella.
L'escut, en el sistema tradicional de la zona, incloïa dos banderes creuades, dos sabres un a cada costat i al damunt mitja lluna i estel.

## Llista d'imams
- Sàlim ibn Ràixid al-Kharussí (1913-1920)
- Muhàmmad ibn Abd-Allah al-Khalilí (1920-1954)
- Ghàlib ibn Alí al-Hinaí (1954-1955 i 1957)